# Nils Katajainen
Nils Edvard Katajainen (Helsinki, 31 maggio 1919 – Helsinki, 16 gennaio 1997) è stato un militare e aviatore finlandese, asso dell'aviazione da caccia nel corso della seconda guerra mondiale abbattendo individualmente 35 aerei nemici  e uno in collaborazione nel corso di 196 missioni.   Insignito dell'onorificenza di Cavaliere della Croce di Mannerheim di II Classe.

## Biografia

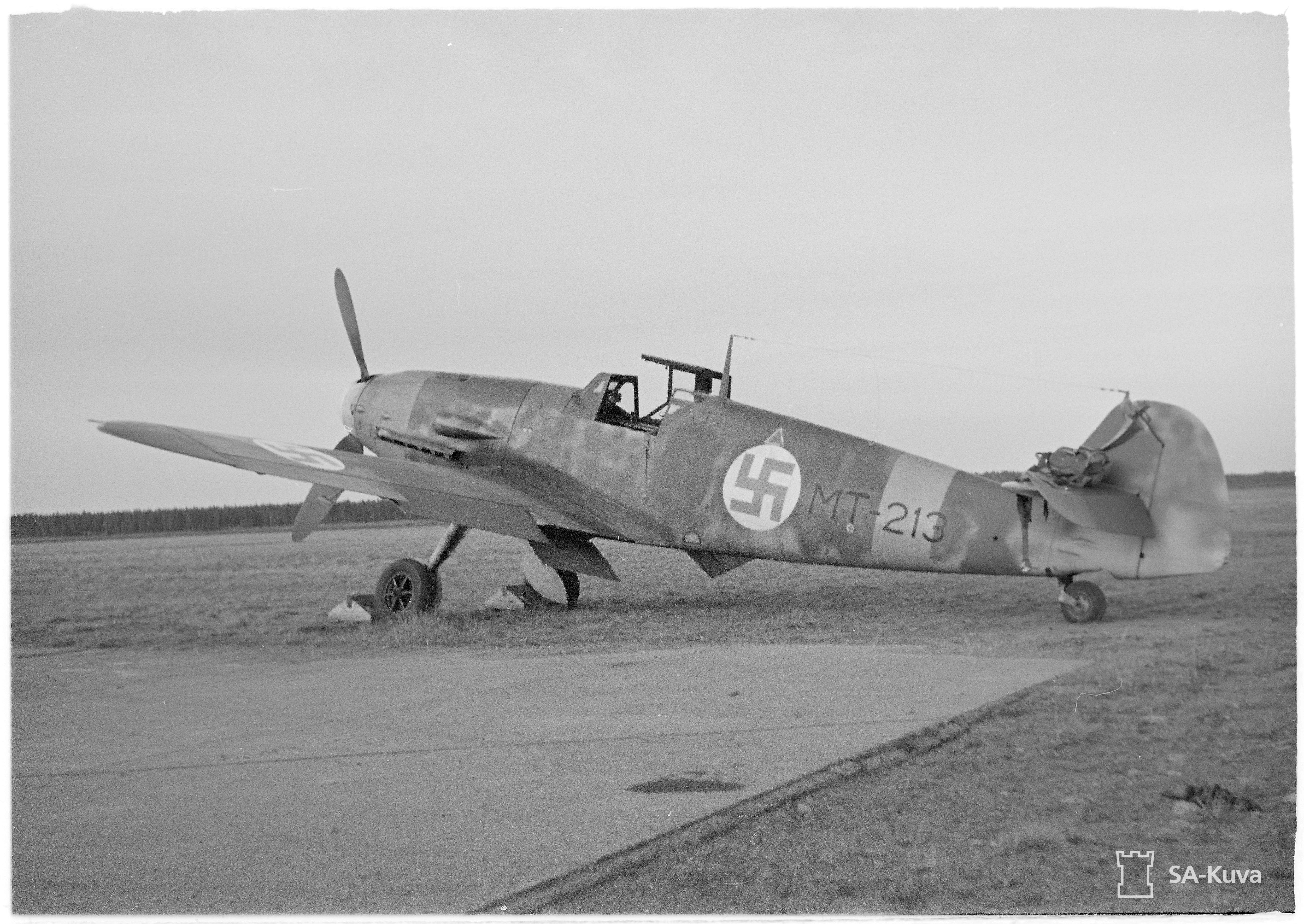
Un caccia Messerschmitt Bf 109 della Suomen ilmavoimat.

Nacque a Helsinki il 31 maggio 1919, figlio di Oskar, di professione barbiere, e di Jenny Maria Lindström. Si arruolò volontario nella Suomen ilmavoimat nel 1939. Nel corso della guerra d'inverno prestò servizio presso gli squadroni da caccia LeLv 24 e LeLv 32, continuando l'addestramento come pilota militare della riserva. Promosso caporale il 5 agosto 1940 dopo un corso per sottufficiali della riserva, venne posto in congedo il 1 marzo 1941.
Dopo solo pochi mesi la Finlandia iniziò la sua mobilitazione prebellica in vista della ripresa delle operazioni contro l'Unione Sovietica, ed egli rientrò in servizio presso il LeLv 24. Rivendicò il suo primo abbattimento durante la guerra di continuazione il 24 giugno, a spese di un bombardiere Tupolev SB-2. Promosso sergente nel mese di luglio, divenne sergente maggiore nell'aprile 1942, quando aveva al suo attivo 9 vittorie. Il 16 agosto abbatté due caccia Polikarpov I-16, ma per aver danneggiato due volte il suo caccia Brewster Buffalo in atterraggio fu trasferito al LeLv 6, dove iniziò l'addestramento al volo sui bombardieri Tupolev SB-2 sovietici catturati. Effettuò missioni di pattugliamento antisommergibile fino a quando non riuscì a tornare a LeLv 24 nel marzo 1943. Divenuto gregario di Hans Wind continuò ad accumulare vittorie: il 23 settembre 1943 abbatté due caccia, uno Yakovlev Yak-1 e un Lavochkin La-5, e il giorno successivo fu promosso maresciallo pilota. Nell'aprile 1944 il suo reparto ricevette i Messerschmitt Bf 109G-2 tedeschi, ma la transizione al nuovo velivolo non fu facile e rimase ferito in combattimento il 2 giugno. Ripresosi velocemente decise di rientrare al reparto accorciando i tempi della convalescenza, e il 23 giugno abbatté un cacciabombardiere Ilyushin Il-2 Sturmovik e due caccia Lavochkin La-5. Nelle due settimane successive distrusse 15 aerei nemici. Rimasto gravemente ferito nel corso di una battaglia aerea il 5 luglio 1944, fu congedato dall'aeronautica militare il 10 novembre dopo un periodo di ricovero in ospedale e un successivo periodo di convalescenza. Fu nominato Cavaliere della Croce di Mannerheim (numero 170) il 21 dicembre 1944, unico pilota della riserva ad averla ricevuta. 
Dopo la fine della seconda guerra mondiale lavorò come imprenditore ad Helsinki sino al 1982, e si spense nella capitale il 16 gennaio 1997.

### Annotazioni
1. ↑  Conseguì 17 vittorie volando sui Brewster Buffalo e altre 18 vittorie volando sui Messerchmitt Bf 109.

### Fonti
1. 1 2  Hurmerinta, Viitanen 1994, p. 2124.
2. 1 2 3 4 5 6 7 8 9 10 11 12 13 14  Ciel de Gloire.
3. ↑  Mannerheim Ristinritarit.